# 苏联犹太人大屠杀
苏联犹太人大屠杀指纳粹德国在第二次世界大战期间占领苏联时针对犹太人所犯下的一系列罪行。

## 屠杀前夕
尽管苏俄签署了苏德互不侵犯条约并反对锡安主义，苏俄官方仍承认所有公民平等，无论地位、性别、种族、宗教和国籍。在德国犹太人大屠杀前夕，犹太人居住范围变得更加贫穷，使至少40%的犹太人口离开位于犹太居住区的乡下小镇并在苏联的大城市里安家落户。他们的迁移与犹太文化对教育的重视使苏联境内的犹太人在斯大林政权下成为世界上受教育程度最高的人群之一。
纳粹德国在二战中控制了整个犹太人迁移前的居住范围，但并未成功攻下圣彼得堡和莫斯科等苏联城市，因此，犹太人的迁移和斯大林政府对城市人口的重视在不经意间从纳粹手中挽救了许多苏联境内的犹太人。苏联在苏德互不侵犯条约标注所吞并的地区将“对犹太人进行驱逐”和“压迫被受害者犹太人”这一行为视为种族清洗，但也间接地挽救了几十万被驱逐的犹太人免于进入纳粹德国的集中营。苏联政府此举挽救了当地至少40%的犹太人口。

## 二战期间
1941年6月22日的时候，阿道夫·希特勒突然违反了于苏联互不侵犯的条约并对其发起进攻。1942年的苏联领土广阔，其领土包括了白俄罗斯、爱沙尼亚、拉脱维亚、立陶宛、乌克兰、摩尔多瓦，圣彼得堡、莫斯科以及罗斯托夫三点以西涵盖了超过400万的的犹太人，其中包括了成百上千的1939年来自波兰的难民。尽管苏联的撤退混乱，但那些具有一定身份地位的犹太人，比如那些曾服役的或者属于军人家庭的都被成功的疏散了。
在约记400万的犹太人里，只有四分之一左右成功逃离战场，剩下的大部分都经历了惨无人道的大屠杀，由莱因哈德·特里斯坦·欧根·海德里希领导的特别行动队（党卫队）所执行；同时，德意志国防军也加入了大屠杀的行列。

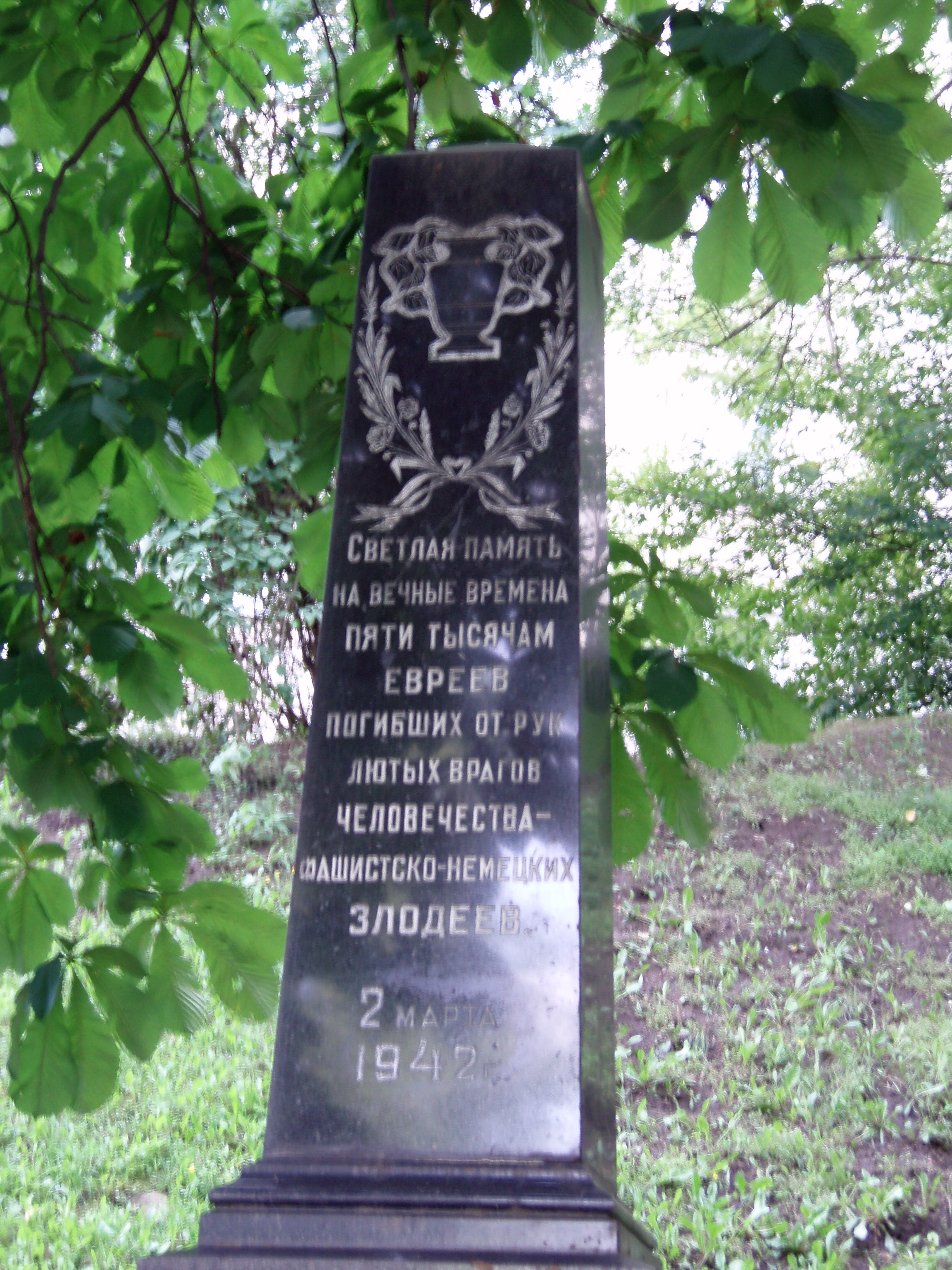
位于乌克兰明斯克的大屠杀纪念碑

在1939年的波兰，屠杀仅仅是小范围的，但是随着时间流逝，其数量和范围都变的越来越大。根据奥托·奥伦多夫在审判时的发言：“别动队拥有为了保护军队而去屠杀犹太人、吉普赛人、共产主义者、等危害到军队安全人群的任务。”而事实上，受难者以无力还击的犹太平民居多（而在任务中也有多数别动队队员被杀害）。劳尔·西尔伯格写到别动队成员也是普通人，绝大多数还是大学教授，而他们凭借自己的努力成为了优秀的杀手。
然而，当1931年接近尾声的时候，别动队只屠杀了大约15%来自苏联地区的犹太人，很显然，如果继续坚持使用当下的方法的话，他们无论如何都不可能将欧洲的犹太人屠杀殆尽。就算是在侵略苏联之前，德国人也尝试将犹太人关到厢式货车的后备箱，并用其废气去毒死他们，但由于这样行动太慢，更有杀伤力的毒气随之被研发并加入使用。当德国人发现他们需要一个固定且封闭的地点去进行大批毒气屠杀的时候，莱因哈德·海德里希和阿道夫·艾希曼决定，犹太人需要被领至集中营。
二战使得苏联约有2.6-2.7千万的人死亡，1710个城镇和70个乡镇被摧毁，同时带来的还有沉重的经济打击。德国战败前不仅大举进攻苏联的领土，同时也强迫俘虏的苏联人进行劳动。约有1.3千万苏联公民被德国及其同盟的压迫政策所波及，而且许多人因大规模屠杀、饥荒、医疗匮乏，以及强迫劳役而死亡。由德国纳粹的别动队和国防军推动的犹太人种族灭绝行动导致了犹太人在德国及其同盟国占领的地方被近乎清除。在战争中苏联的列宁格勒（现名为圣彼得堡）地区在被德国占领期间失去了约四分之一的人口。550万苏联战俘中有360万在纳粹集中营中丧生。1943年10月，600名犹太人和俄罗斯试图从德国索比布尔集中营里逃出来，其中约60名幸存并加入了白俄罗斯人的游击队。许多犹太人加入了苏联支持者的行列：他们在战争期间面临着苏联反犹主义和歧视的压迫，一些犹太人甚至被杀；但随着时间的推移，他们逐渐被党派成员所接纳，并参与到了苏联更大的行动中。苏联游击队欢迎那些有所武装的犹太人的到来，却并不怎么待见犹太人群体中的妇女、儿童，以及老人。然而不论其是游击队队员还是难民家庭团体（如比尔斯基游击队），都服从于共产党的党派领导，被是为苏联的资产。在战争期间，也有许多人在德国领土内协助犹太人逃脱德国人的制裁。在二战期间，利昂·波利亚科夫（Léon Poliakov)建立了当代犹太文献重心（1943年）；战争结束后，他协助埃德加·富尔参加了纽伦堡审判。1944年，德国被迫使退出苏联到了普鲁士以东的维斯瓦河河岸。随着格苏联元帅奥尔基·朱可夫和伊万·科涅夫的进一步攻击，纳粹德国的战败已成定局。据估计，有多达140万犹太人在同盟国军队中作战；其中40%效力于红军。总共有至少142500名苏联犹太士兵在与德国入侵者及其盟友的战斗中丧生。1944年末到1949年，斯大林相信苏联这个新国家将会是社会主义国家，并采取了支持锡安主义的外交政策，大幅度削弱了英国在中东的影响力。

## 二战之后
战后，苏联淡化了纳粹罪行对其犹太公民的影响。反对“无根的世界主义者”（例如“犹太复国主义者）的反犹太运动随之而来。1952年8月12日，在犹太人反法西斯委员会案件事件中，13位杰出的意第绪作家、诗人、演员和其他知识分子在约瑟夫·斯大林的命令下被处死，其中包括Peretz Markish, Leib Kvitko, David Hofstein, Itzik Feffer and David Bergelson.
在斯大林死前一年又發生了醫生事件，大部分受害者也是猶太人。
2012年，以色列犹太大屠杀纪念馆开始发布100多万页关于前苏联犹太人的新证言，希望能帮助研究人员测量前苏联犹太人遭受迫害和灭绝的范围。